# Gil Carrillo de Albornoz
Gil Carrillo de Albornoz (Talavera de la Reina, 3 de fevereiro de 1581 - Roma, 19 de dezembro de 1649) foi um cardeal do século XVII

## Biografia
Nasceu em Talavera de la Reina em 3 de fevereiro de 1581. Filho de Francisco de Albornoz, cavaleiro de Calatrava, e de Felipa de Espinosa. Ele foi batizado na igreja de San Julián no mesmo dia de seu nascimento. Ele foi o penúltimo de oito irmãos: Guiomar, Felipe, Antonio, Cecilia, María, Catalina, Gil e Juana. Sobrinho-neto, por parte de mãe, do cardeal Diego Espinosa y Arévalo (1568). Ele também está listado como Egidio Carillo Albornoz; e como Gil de Albornoz Espinosa.
Estudou no Colegio Mayor de Oviedo , Universidade de Salamanca (direito civil)..
Auditor das chancelarias de Valladolid e Granada. Vice-rei do Conselho Real e capitão-geral de Navarra. Membro do Conselho Geral da Inquisição. Arquidiácono de Valpuesta, Burgos de 1617 a 1627. Cônego do capítulo da catedral de Sevilha. Por instâncias do rei Felipe IV da Espanha, foi promovido a cardinalato..
Criado cardeal sacerdote no consistório de 30 de agosto de 1627; recebeu o gorro vermelho e o título de S. Maria in Via, em 12 de agosto de 1630. O rei espanhol concedeu-lhe o arquidiaconato de Écija e o canonato em Sevilha em 22 de fevereiro de 1628..
Eleito arcebispo de Taranto, em 23 de setembro de 1630. Consagrado, em 6 de outubro de 1630, basílica patriarcal da Libéria, Roma, pelo cardeal Gaspar Borja Velasco, bispo de Albano, auxiliado por Benedetto Baaz (Vaez), bispo de Umbriatico, e por Martí de León Cárdenas, OESA, bispo de Trivento. Representante da Espanha no Sacro Colégio dos Cardeais desde 1632. Governador de Milanesado, de julho de 1634 a novembro de 1635. Renunciou ao governo da arquidiocese de Taranto antes de 30 de março de 1637. Conselheiro de Estado desde 1638. Optou pelo título de S. Pietro em Montorio, 2 de agosto de 1643. Camerlengo do Sacro Colégio dos Cardeais, 14 de março de 1644, substituindo o cardeal Giambattista Pamphilj; confirmado, ocupou o cargo de 16 de janeiro de 1645 até 8 de janeiro de 1646. Participou do conclave de 1644, que elegeu o Papa Inocêncio X; apresentou o veto espanhol contra a eleição do cardeal Giulio Cesare Sacchetti. Embora tenha sido instado a retornar à Espanha, ele continuou residindo em Roma até sua morte..
Morreu em Roma em 19 de dezembro de 1649, perto das 15 hora. Enterrado na igreja de S. Anna nel Quirinale, Roma. Mais tarde, seus restos mortais foram transferidos para o mosteiro da Encarnação das Madres Bernardas de Talavera , fundado em 1610 por seu tio Rodrigo de Albornoz e sua esposa Teresa de Saavedra, a quem havia declarado em seu testamento seu herdeiro universal, embora o herdeiro de fato de sua casa era seu sobrinho Alonso Verdugo de Albornoz. Os restos mortais do cardeal repousam atualmente no mosteiro de Talavera, que sofreu saques durante a invasão napoleônica e foi aberto para verificar seu estado em 1879, colocando um retrato anônimo dele no topo da tumba, possivelmente por um retratista romano de 1640..